# Asura dasara
Asura dasara är en fjärilsart som beskrevs av Moore 1859. Asura dasara ingår i släktet Asura och familjen björnspinnare. Inga underarter finns listade i Catalogue of Life.